# Margarida Andreatta
Margarida Davina Andreatta (5 de agosto de 1922 – Curitiba, 1 de janeiro de 2015) foi uma arqueóloga brasileira, pioneira no campo da Arqueologia Histórica e Industrial.
De ascendência austríaca e italiana, graduou-se em Geografia e História pela Pontifícia Universidade Católica do Paraná (1957) e doutorou-se em Ciência Social (Antropologia Social) pela Universidade de São Paulo (1982). Arqueóloga do Museu Paulista/USP desde 1972, Margarida Andreatta, atuou como docente e orientadora no Programa de Pós-Graduação do Museu de Arqueologia e Etnologia da Universidade de São Paulo.
Teve contribuição importante na arqueologia do engenho de ferro de Afonso Sardinha, no morro Araçoiaba, montando uma coleção de objetos que tem sido objetos de estudos arqueometalúrgicos.
Em reconhecimento a mais de cinco décadas de atividade na área e tendo trabalhado em cinquenta e quatro sítios arqueológicos diferentes, recebeu em 2009 o Prêmio Trajetória da Sociedade de Arqueologia Brasileira (SAB) e do Instituto do Patrimônio Histórico e Artístico Nacional (IPHAN).